# Levnesovia
Levnesovia – rodzaj ornitopoda z grupy hadrozauroidów (Hadrosauroidea) żyjącego w późnej kredzie na terenie dzisiejszej Azji. Jego szczątki obejmujące wiele szczątków czaszki – w tym niemal kompletne puszki mózgowe – oraz kości szkieletu pozaczaszkowego należące do kilku osobników odnaleziono w datowanych na środkowy lub późny turon osadach formacji Bissekty na pustyni Kyzył-kum w Uzbekistanie. Jest to geologicznie najstarszy znany z dobrze zachowanych szczątków takson należący do Hadrosauroidea sensu Godefroit et al., 1998 (znacznie mniej obszernej grupy niż Hadrosauroidea w definicji Sereno z 1997). Wraz z baktrozaurem i prawdopodobnie gilmorozaurem Levnesovia reprezentuje najwcześniejszą radiację hadrozauroidów trwającą w cenomanie i turonie na terenach Azji i przypuszczalnie Ameryki Północnej. Przeprowadzona analiza filogenetyczna wykazała, że Levnesovia jest bazalnym hadrozauroidem i wraz z geologicznie nieco młodszym Bactrosaurus z Mongolii Wewnętrznej w północnych Chinach tworzy grupę siostrzaną dla kladu obejmującego rodzaje Tanius, Telmatosaurus i Aralosaurus oraz grupy Lambeosaurinae i Hadrosaurinae. Według tej analizy rodzina Hadrosauridae jest taksonem monofiletycznym, przy czym Hadrosaurinae wyewoluowały w Ameryce Północnej, a Lambeosaurinae w Azji. Od blisko spokrewnionego z nią baktrozaura Levnesovia różni się obecnością wysokiego grzebienia strzałkowego na kościach ciemieniowych, brakiem wyrostka łzowego na kościach przedczołowych oraz maczugokształtnych wyrostków kolczystych na kręgach tułowiowych dorosłych zwierząt.
Gatunek typowy rodzaju, Levnesovia transoxiana, został opisany w 2009 roku przez Hansa-Dietera Suesa i Aleksandra Awerianowa. Holotypem jest zaoczodołowy region dachu czaszki z niemal kompletną puszką mózgową (USNM 538191). Nazwa rodzajowa Levnesovia honoruje rosyjskiego paleontologa Lwa Nessowa (w angielskiej transkrypcji Lev Nesov lub Lev Nessov), zaś gatunkowa transoxiana oznacza tereny leżące za Amu-darią (Oxus), co odnosi się do miejsca znalezienia szczątków.